# Politický dopad pandemie covidu-19

Země s alespoň jedním datem voleb/referenda změněno k 3. dubnu 2020

Pandemie covidu-19 ovlivnila mezinárodní i lokální politiku. Došlo k ovlivnění vládních a politických systémů mnoha zemí, pozastavení legislativních aktivit, izolaci nebo úmrtí více politiků a k přeložení voleb kvůli obavám z šíření viru. Pandemie vyvolala širší debaty o politických otázkách, jako jsou relativní výhody demokracie a autokracie, o tom jak státy reagují na krize, politizace názorů o viru a o dostatečnosti existujících způsobů mezinárodní spolupráce. Pandemie navíc v některých případech vyvolala několik problémů týkajících se demokracie, což v mnohých zemích vedlo k jejímu podkopání a poškození.

## Obecné dopady

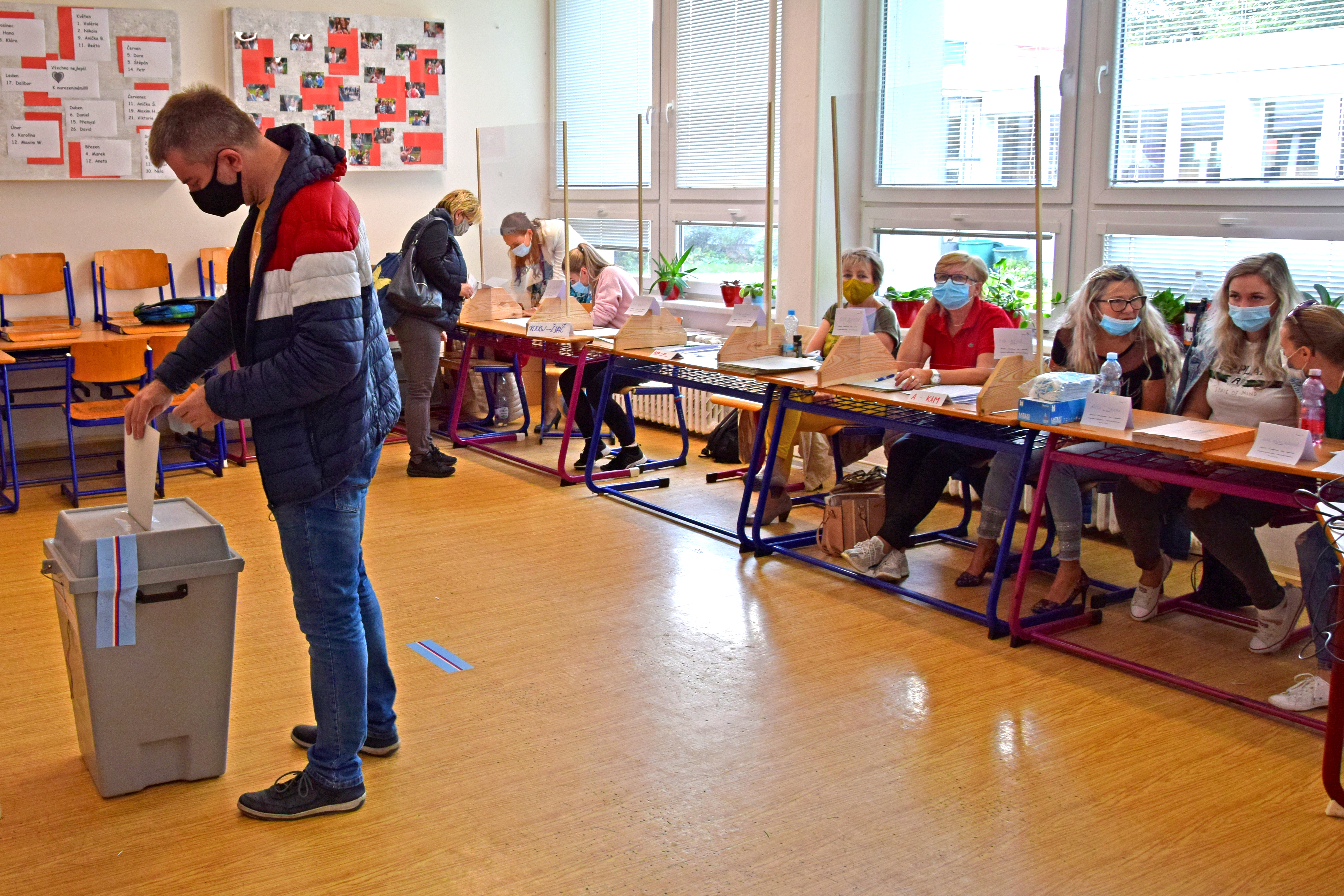
Protipandemická opatření během českých krajských voleb v roce 2020

### Popularita vůdců
Existují důkazy, že pandemie způsobila v mnoha zemích efekt zvaný rally-round-the-flag (rychlý nárůst popularity politického vůdce či vlády během nečekaných událostí). Hodnocení ukazující veřejné mínění se zvýšilo u vlád v Itálii (+27 procentních bodů), Německu (+11), Francii (+11) a Spojeného království. Ve Spojených státech prezident Donald Trump zaznamenal pokles veřejného mínění o 6 bodů, zatímco guvernéři některých států jako guvernér New Yorku Andrewa Cuoma zaznamenali nárůst až o 55 bodů. Tento nárůst ve výši 31 bodů se týkal guvernéra Severní Karolíny Roye Coopera a o 30 bodů se zvýšilo toto hodnocení u guvernérky státu Michigan Gretchen Whitmerové. Z průzkumů veřejného mínění před pandemií a jeden měsíc po ní vyplývá, že úřadující vlády po celém světě získaly v preferenčních průzkumech v průměru 4,7 % díky efektu rally-round-the-flag. Během pandemie většinou udrželi uvedený nárůst až do svého znovuzvolení.

### Stavy nouze
Nejméně 84 zemí vyhlásilo v reakci na pandemii výjimečný stav, což vedlo k obavám ze zneužití moci. Reportéři bez hranic tvrdí, že 38 zemí v důsledku toho omezilo svobodu tisku. Mezi další příklady patří zákaz masových protestů, odkládání voleb nebo jejich pořádání v době, kdy opozice nemůže účinně vést kampaň, selektivní vymáhání opatření na politických oponentech, rozdávání příspěvků na pomoc politickým příznivcům nebo přímým či nepřímým útokům proti menšinám. Mnoho zemí také představilo rozsáhlé sledovací programy týkající se trasování, což vedlo k obavám z jejich dopadu na soukromí.

### Lidská práva a svobody
Mimořádné pravomoci uzákoněné vládami za účelem zastavení šíření pandemie byly učiněny v zájmu ochrany veřejného zdraví, minimalizace rizik pro ekonomiku a zachování klíčových služeb, jako je zdravotní péče. Vedly však k obavám o lidská práva a občanské svobody. Reakce vlády na Filipínách vedla k obvinění vládních sil, které násilně útočily na občany, kteří porušovali zákony o omezení veřejného zdraví. Zadržovaly je a dokonce i zabíjely. K násilným střetům mezi občany a ozbrojenými vládními orgány došlo také v dalších zemích včetně Řecka, Spojených států a Německa.
Lidská práva a občanské svobody byly ohroženy prostřednictvím technologií digitálního sledování používaných mnoha vládami, což vedlo k obavám o lidská práva týkající se soukromí, svobody projevu a sdružování. Ekvádorská vláda zavedla nový sledovací systém GPS bez související legislativy ohledně nakládání s daty, takže údaje o lidech byly přístupné a nezabezpečené. V Jižní Koreji spustily zdravotnické úřady aplikaci sledování a trasování, která požadovala po lidech zveřejnění osobních údajů, což vedlo k obavám ohledně soukromí a diskriminace. Kromě toho bylo právo na svobodu pohybu během pandemie omezeno mnoha národními vládami, přičemž 186 zemí v reakci na pandemii uzákonilo omezení pohybu na vlastních hranicích.

### Demokracie
Pandemie covidu-19 také způsobila narušení demokracie z velké části kvůli opatřením a praktickým a logistickým omezením, které virus způsobil. Vlády po celém světě neměly jinou možnost, než pozastavit, zrušit nebo odložit mnohé demokratické volby na národní i nižší úrovni.

### Média
Svoboda tisku byla v mnoha podobách během pandemie covidu-19 také značně ovlivněna. V reakci na šíření viru a z toho vyplývající vládní opatřeními následovaná nepokoji v mnoha zemích, zavedlo několik vlád nová omezení pro média za účelem bránění šíření dezinformací, prezentace vlád a národů v lepším světle a v mnohých případech šlo i o zabránění úniku pravdivých informací do okolního světa. Tato omezení umožnila snáze stíhat média a věznit novináře, často nespravedlivě a svévolně. Některé vlády dokonce zabránily médiím v jejich kritice, což je porušení svobody projevu; článku 19 Všeobecné deklarace lidských práv.

## Vliv na mezinárodní vztahy

### Evropská unie
Španělský premiér Pedro Sánchez uvedl, že „Pokud nyní nenavrhneme jednotnou, silnou a účinnou reakci na tuto ekonomickou krizi, nejen že dopad bude tvrdší, ale její dopady potrvají déle a vystavíme riziku celý evropský projekt“, zatímco italský premiér Giuseppe Conte poznamenal, že „celý evropský projekt riskuje ztrátu svého účelu v očích našich vlastních občanů“. Od 4. do 19. března Německo zakázalo vývoz osobních ochranných prostředků a Francie rovněž omezila vývoz lékařského vybavení, což vyvolalo kritiku ze strany představitelů EU, kteří volali po solidaritě. Mnoho zemí schengenského prostoru uzavřelo své hranice, aby zastavilo šíření viru.

#### Společně vystavený dluh
Debaty o tom, jak reagovat na epidemii a její ekonomický dopad, vyvolaly rozkol mezi členskými státy severní a jižní Evropy, připomínající debaty o evropské dluhové krizi z roku 2010. Devět vlád zemí EU – Itálie, Francie, Belgie, Řecko, Portugalsko, Španělsko, Irsko, Slovinsko a Lucembursko – dne 25. března požádalo o tzv. „korona dluhopisy“ (druh eurobondů), kvůli pomoci týkající se řešení následků epidemie. V jejich dopise stálo: „Argumenty pro tento společný nástroj jsou silné, protože všichni čelíme stejným vnějším otřesům.“ Severoevropské země jako Německo, Rakousko, Finsko a Nizozemsko jsou proti vydání společného dluhopisu, protože se obávají, že by musely platit i za ostatní země v případě jejich nesplácení. Místo toho navrhují, aby země požádaly o půjčky z Evropského mechanismu stability. Korunové dluhopisy byly projednávány 26. března 2020 na zasedání Evropské rady, které se protáhlo o tři hodiny déle, než se očekávalo kvůli „emotivním“ reakcím premiérů Španělska a Itálie. Předseda Evropské rady Charles Michel a šéfka Evropské centrální banky Christine Lagardeová naléhali na EU, aby zvážila vydání společného dluhopisu. Na rozdíl od evropské dluhové krize – zčásti způsobené postiženými zeměmi – jihoevropské země nezpůsobily pandemii koronaviru, čímž odpadá apel na národní odpovědnost.

#### Občanské svobody
Šestnáct členských zemí Evropské unie vydalo dne 1. dubna prohlášení, v němž varovalo, že některá mimořádná opatření vydaná zeměmi během pandemie koronaviru by mohla podkopat principy právního státu a demokracie. Oznámili, že „podporují iniciativu Evropské komise na sledování mimořádných opatření a jejich uplatňování s cílem zajistit dodržování základních hodnot Unie“. Prohlášení nezmiňuje Maďarsko, ale přihlížející se domnívají, že odkazuje především na maďarský zákon, který uděluje absolutní pravomoc maďarské vládě během pandemie koronaviru. Následující den se k prohlášení připojila maďarská vláda.
Maďarský parlament dne 30. března 2020 schválil zákon, kterým vládě uděluje absolutní moc, kvalifikovanou většinou, 137 pro ku 53 hlasům proti. Po vyhlášení zákona prezident Maďarska János Áder oznámil, že dospěl k závěru, že časový rámec a rozsah vládního zmocnění bude omezený. Ursula von der Leyen, předsedkyně Evropské komise, uvedla, že je znepokojena maďarskými nouzovými opatřeními a že by měla být omezena na to, co je nezbytné, a ministr zahraničí Michael Roth navrhl, aby byly proti Maďarsku použity ekonomické sankce.
Šéfové třinácti členských stran Evropské lidové strany (EPP) předložili 2. dubna kvůli nové legislativě návrh na odvolání maďarského Fideszu. Viktor Orbán v reakci na to vyjádřil ochotu diskutovat o jakýchkoli otázkách souvisejících s Fideszem „až pandemie skončí“ v dopise adresovaném generálnímu tajemníkovi EPP Antoniu López-Istúriz Whiteovi. Orbán s odkazem na návrh třinácti předních politiků také uvedl: „Stěží si dovedu představit, že by někdo z nás měl nyní čas na fantazie o záměrech jiných zemí. V dnešní době se to zdá být drahý luxus.“ Během videokonference ministrů zahraničí členských zemí Evropské unie dne 3. dubna 2020 maďarský ministr zahraničních věcí Péter Szijjártó požádal ostatní ministry, aby si přečetli samotnou legislativu, nikoli její politicky motivované prezentace v novinách, než se k ní vyjádří.

#### Brexit
Pandemie měla dopad na odchod Spojeného království z Evropské unie, přičemž hraniční kontroly dovozu z EU byly původně do července 2021 odloženy. Následně došlo k jejich dalšímu odložení do roku 2022 ve snaze zmírnit problémy s dodávkami způsobené pandemií. Spor o vakcínu proti nemoci covid-19 mezi Evropskou komisí a AstraZeneca vedl k dalšímu sporu o protokol Severního Irska. Někteří analytici se domnívají, že ekonomický dopad pandemie onemocnění covid-19 ve Spojeném království zamaskoval dopady Brexitu na Spojené království.

#### Spolupráce Moldavska a Rumunska
Během pandemie covidu-19 Rumunsko podpořilo při několika příležitostech Moldavsko tím, že mu dodalo lékařské vybavení a další zdravotnické potřeby, poskytnulo dobrovolníky z řad rumunských odborníků a lékařů. Dokonce zaslalo i vakcíny proti onemocnění covid-19, které dorazily 27. února 2021, což Moldavsku umožnilo zahájit vlastní očkovací program.

### Vztahy mezi Japonskem a Jižní Koreou
Vztahy mezi Japonskem a Jižní Koreou se v důsledku pandemie zhoršily. Poté, co Japonsko prohlásilo, že nařizuje karanténu všech příchozích z Jižní Koreje, jihokorejská vláda toto rozhodnutí popsala jako „nerozumné, nepřiměřené a extrémně politováníhodné“ a prohlásila, že si nemůže „nezapochybovat, zda japonským motivem není něco jiného, než potlačení epidemie“. Některá jihokorejská média nabídla návrhy na zlepšení vztahů s Japonskem prostřednictvím darování ochranných pomůcek. Kromě toho některé místní vlády v Japonsku, které nezveřejnily svá jména, také oznámily svůj záměr zakoupit masky v Koreji. Když se tato skutečnost stala známou, někteří online komentátoři v Japonsku se vyjádřili ve smyslu, že nikdy nepřijmou roušku pocházející z Koreje, i kdyby byla zdarma, protože by se z ní stal prostředek k vytváření tlaku veřejnosti na japonskou vládu. K tomu ani nedošlo a korejská vláda na základě názoru veřejného mínění nakonec pouze vyřizovala formální požadavky japonské vlády ohledně nákupu roušek. Naopak, v Japonsku byl zveřejněn úvodník, v němž se uvádí, že korejská vláda by měla tajně darovat zdravotnické potřeby, jako je obličejová rouška, a japonská vláda by tento dar měla neformálně přijmout.

### Čína
Spojené státy kritizovaly čínskou vládu za její nezvládnutí pandemie, která začala v čínské provincii Chu-pej. V Brazílii vyvolal kongresman Eduardo Bolsonaro, syn prezidenta Jaira Bolsonara, diplomatický spor s Čínou, když retweetoval zprávu, ve které stálo: „Vina za globální pandemii koronaviru má jméno a příjmení: Čínská komunistická strana.“ Yang Wanming, nejvyšší čínský diplomat v Brazílii, retweetnul zprávu, která říká: „Rodina Bolsonarových je velkým jedem této země.“
Někteří komentátoři se domnívají, že státní propaganda v Číně se snaží přesvědčit občany, že čínský autoritářský systém je schopen dobře zvládnout pandemii covidu-19 v kontrastu s chaotickou reakcí západních demokracií. Šéf zahraniční politiky Evropské unie Josep Borrell řekl, že „Čína šíří agresivně zprávu, že na rozdíl od USA je odpovědným a spolehlivým partnerem.“
Čínské ministerstvo zahraničí tvrdí, že za virem stojí armáda Spojených států. Když Austrálie navrhla vyšetřování týkající se lepšího porozumění vzniku a původu pandemie, čínský velvyslanec pohrozil ekonomickou odvetou. Čínská ambasáda ve Francii zase tvrdila, že zaměstnanci francouzských pečovatelských domů „přes noc opouštějí svá místa... a nechávají jejich obyvatele umírat hlady a nemocné“. Čínská vláda se také pokusila přímo ovlivnit prohlášení jiných vlád, aby ukázala zemi v pozitivnějším světle, včetně prohlášení Německa a Wisconsinu.
Čína poslala pomoc 82 zemím, Světové zdravotnické organizaci a Africké unii, což je některými západními médii považováno za prostředek „odstraňování negativního obrazu způsobeného ranou fází pandemie“. Podle Yangyanga Chenga, postdoktorandského výzkumného pracovníka na Cornellově univerzitě, „se čínská vláda snažila rozšířit čínskou státní moc za své hranice a ustanovit Čínu jako globálního vůdce. V podobném duchu jako se snaží americká vláda po většinu století. Distribuce lékařské pomoci je součástí tohoto plánu.“ Borrell varoval, existuje „geopolitická součást boje za účelem získání vlivu pomocí různých plánů a „politiky štědrosti“.
Obchod se zdravotnickým materiálem mezi Spojenými státy a Čínou se také politicky zkomplikoval. Vývoz roušek a dalšího lékařského vybavení do Číny ze Spojených států (a mnoha dalších zemí) v únoru podle statistik Trade Data Monitor prudce vzrostl, což vyvolalo kritiku Washington Post, že vláda Spojených států nedokázala předvídat vlastní potřebu tohoto vybavení. Podobně The Wall Street Journal, citující Trade Data Monitor, zveřejnil, že Čína je hlavním zdrojem mnoha klíčových lékařských potřeb a vyvolával obavy, že americká cla na dovoz z Číny ohrožují dovoz zdravotnického materiálu do Spojených států.

### Spojené státy
Lídři Evropské unie začátkem března odsoudili rozhodnutí Spojených států omezit cestování z Evropy do USA.
USA se dostaly do hledáčku úředníků z jiných zemí kvůli údajnému ukradení dodávek určených jiným zemím.
Jean Rottner, předseda francouzské regionální rady Grand Est, obvinil Spojené státy, že narušují dodávky obličejových masek nákupem na poslední chvíli. Francouzští představitelé uvedli, že Američané přišli na letiště a nabídli několikanásobně vyšší platbu, než původní francouzskou během příprav zásilky k odletu do Francie. Justin Trudeau, kanadský premiér, požádal Billa Blaira, ministra veřejné bezpečnosti, a Marca Garneaua, ministra dopravy, aby prošetřili obvinění, že zdravotnický materiál původně určený pro Kanadu byl odkloněn do Spojených států. Německý politik Andreas Geisel obvinil Spojené státy ze spáchání „moderního pirátského činu“ po zprávách, že 200 000 masek N95 určených pro německou policii bylo v Thajsku při přesunu dodávek mezi letadly odkloněno do Spojených států, ale později své prohlášení změnil poté, co došlo k objasnění, že objednávky masek byly provedeny prostřednictvím německé firmy, nikoli americké firmy, jak bylo uvedeno dříve, a problémy s dodavatelským řetězcem byly přezkoumány.
Kvůli nedostatku testů na koronavirus guvernér Marylandu Larry Hogan poslal svou ženu Yumi Hogan, narozenou v Jižní Koreji, jednat s jihokorejským velvyslancem a na základě tohoto jednání několik jihokorejských společností zveřejnilo, že pošlou testy do Marylandu.
Dne 2. dubna 2020 se prezident Trump odvolal na zákon o obranném průmyslu z roku 1950, aby zastavil vývoz masek vyráběných společností 3M do Kanady a Latinské Ameriky. Kanadský premiér Justin Trudeau řekl, že by bylo chybou, kdyby obě jejich země omezily obchod se základním zbožím nebo službami, včetně zdravotnického materiálu a profesionálů, a poznamenal, že jde o oba směry obchodu. Kanadská vláda se obrátila na Čínu a další místa kvůli zásadnímu zdravotnickému materiálu, zatímco se snažila o konstruktivní diskusi o tomto problému s Trumpovou administrativou.
K 30. prosinci 2020 zemřeli na covid-19 dva federální politici, osm státních politiků a pět místních politiků.
Pandemie byla uváděna jako jeden z hlavních důvodů Trumpovy porážky v amerických prezidentských volbách v roce 2020.
Trumpův nástupce Joe Biden prohlásil, že „prioritou číslo jedna“ jeho administrativy je zmírnit dopady pandemie. Toto vedlo ke schválení stimulačního balíčku amerického záchranného plánu.

### Světová zdravotnická organizace
Šéf Světové zdravotnické organizace Tedros Adhanom tvrdil, že došlo k útokům na jeho osobu ve formě „těžké diskriminace“, výhrůžek smrtí a rasistických urážek, přičemž tvrdil, že „tyto útoky přicházely především z Tchaj-wanu. Tchajwanské ministerstvo zahraničí proti tomuto obvinění protestovalo a projevilo v souvislosti s tímto prohlášením „silnou nespokojenost a vysokou míru lítosti“ a dodalo, že tchajwanský lid „odsuzuje všechny formy diskriminace a nespravedlnosti“.
Dne 7. dubna 2020 pohrozil prezident Spojených států Donald Trump, že omezí financování WHO. 7. července 2020 Trumpova administrativa oznámila, že Spojené státy formálně vystoupí z WHO. Dne 22. ledna 2021 prezident Joe Biden znovu vstoupil se Spojenými státy do Světové zdravotnické organizace.

### Organizace pro hospodářskou spolupráci a rozvoj
Generální tajemník OECD Angel Gurría napsal, že „Toto je třetí a největší ekonomický, finanční a sociální šok 21. století a jeho zvládnutí vyžaduje globální úsilí podobné Marshallovu plánu a Novému údělu z minulého století dohromady.“ Covid-19 má silný regionální a globální dopad a vyžaduje odlišné řízení a politické reakce na místní i mezinárodní úrovni. Koordinovaná reakce všech úrovní vlády může minimalizovat riziko selhání krizového řízení.

### Mezinárodní soudní dvůr
Mezinárodní soudní dvůr (ICJ) plánoval projednat spor o hranice mezi Guayanou a Venezuelou o Guayana Esequiba v březnu 2020. ICJ také odložil veřejná slyšení ohledně sporů o námořní hranici mezi Somálskem a Keňou do března 2021. Obě tato slyšení byla kvůli pandemii odročena.

### Globální příměří
Zdá se, že pandemie covidu-19 zhoršila dynamiku konfliktů; to také vedlo k rozhodnutí Rady bezpečnosti OSN požadující globální příměří. Dne 23. března 2020 vydal generální tajemník OSN António Guterres výzvu ke globálnímu příměří jako součást reakce OSN na pandemii koronaviru covid-19. Dne 24. června 2020 podepsalo 170 členských států a pozorovatelů OSN nezávazné prohlášení na podporu rozhodnutí, které se dne 25. června 2020 zvýšilo na 172. Dne 1. července 2020 přijala Rada bezpečnosti OSN rezoluci S/RES/2532 (2020) požadující „všeobecné a okamžité zastavení konfliktů ve všech případech jejího programu“, vyjadřující podporu „vynaloženému úsilí generálního tajemníkem, jeho zvláštních zástupců a zvláštních vyslanců v tomto ohledu,“ vyzývající „všechny strany ozbrojených konfliktů, aby se okamžitě zapojily do tzv. humanitární pauzy“ v délce nejméně 90 po sobě jdoucích dnů, a vyzývající k větší mezinárodní spolupráci při řešení pandemie.

### NATO
Plánovaná vojenská cvičení NATO „Defender 2020“ v Německu, Polsku a pobaltských státech se konala ve zmenšeném rozsahu. Generální sekretářka Kampaně za jaderné odzbrojení Kate Hudsonová tato cvičení kritizovala a prohlásila, že „ohrožuje životy nejen vojáků z USA a mnoha zúčastněných evropských zemí, ale i obyvatel zemí, ve kterých se tato cvičení odehrávají“.
Defender-Europe 21, jedno z největších cvičení americké armády v Evropě vedené NATO začalo v polovině března 2021 a trvalo do června 2021. Zahrnovalo „téměř současné operace ve více než 30 výcvikových oblastech“ v Estonsku, Bulharsku, Rumunsku, Kosovu a dalších zemích. Christopher G. Cavoli, velící generál Armády Spojených států pro Evropu a Afriku, řekl, že „Zatímco bedlivě sledujeme situaci okolo pandemie covidu-19, dokázali jsme, že jsme schopni provádět bezpečně cvičení navzdory této pandemii.“

## Dopad na národní politiku

### Argentina
Protesty v Argentině v letech 2020 a 2021 jsou sérií demonstrací, které se konaly od května 2020 v různých částech země. Důvody jsou různé, společným jmenovatelem je nespokojenost s postupným prodlužováním izolačních opatření přijatých k omezení šíření koronavirové nemoci. Z tohoto důvodu některá média popisují protesty jako „antikaranténní“. Další hesla používaná během protestů vyjadřovala mimo jiné odpor k vládě, popření existence pandemie a požadavky na více svobody.
Demonstrace se konaly v různých částech země, s epicentrem ve městě Buenos Aires. Obecně účastníci protestovali ze svých vozidel, aby si udrželi odstup od ostatních osob, i když v některých případech účastníci nedodržovali preventivní opatření stanovená úřady. 
12. srpna 2021 unikla fotografie z narozeninové oslavy pořádané první dámou Fabiolou Yáñez, kde byl během přísné karantény v červenci 2020 mezi mnoha dalšími přítomen i prezident Alberto Fernández. Dne 13. srpna 2021 opozice předložila formální impeachment proti Fernándezovi a požádala o jeho odvolání za porušení omezení.

### Belgie
Dne 17. března 2020 složila Sophie Wilmès přísahu jako premiérka Belgie. Sedm opozičních stran se zavázalo, že podpoří menšinovou vládu Wilmèse II v jejím původním složení s absolutní pravomocí kvůli zvládnutí pandemii koronaviru v Belgii.

### Brazílie
Prezident Jair Bolsonaro byl kritizován za jeho způsob zvládání krize. Pandemii označil za „fantazii“. Podle jednoho průzkumu 64 % Brazilců nesouhlasí s kroky, které podnikl Bolsonaro během pandemie a 44,8 % populace podpořilo ústavní obžalobu proti jeho osobě, což je historické maximum. Během projevu prezidenta o pandemii se mnoho Brazilců zúčastnilo protestů proti prezidentovi zvanými panelaço, které probíhaly pomocí bouchání hrnců a pánví o balkony.

### Kambodža
Kambodžský premiér Hun Sen získal nové pravomoci v rámci návrhu zákona o výjimečném stavu během pandemie covidu-19 v Kambodži v březnu 2020. Několik organizací pro lidská práva kritizovalo návrh zákona jako oportunistický krok k další centralizaci moci a omezení občanských práv.

### Kanada
Dne 13. března 2020 odhlasoval kanadský parlament pozastavení činnosti v obou komorách do 20. dubna pro Dolní sněmovnu a 21. dubna pro Senát. Zdravotní a finanční výbory Dolní sněmovny měly možnost pořádat během pandemie týdenní virtuální setkání.
Volby vedení Konzervativní strany Kanady, Zelené strany Britské Kolumbie, Quebecké liberální strany a Parti Québécois byly odloženy.
1. prosince 2020 oznámila kanadská federální vláda plány na investice ve výši 100 miliard dolarů na nastartování ekonomiky země po pandemii. Jedná se o největší pomocný balíček od druhé světové války a bude představovat asi 3–4 % HDP Kanady a způsobí deficit 381,6 miliardy dolarů.
Dne 7. ledna kanadská vláda zavedla povinnost mít před cestou do Kanady negativní test na covid-19. Tato povinnost byla zavedena za účelem zabránění novým kmenům covid-19 v proniknutí do země. Dále bylo toto omezení rozšířeno od 26. března 2020. Od tohoto data byla zavedena povinnost karantény po vstupu do Kanady, s výjimkou případů, kdy je cestující z USA.

### Čína
Několik správců na úrovni provincií Komunistické strany Číny (CPC) bylo propuštěno kvůli jejich způsobům řešení karanténních opatření ve střední Číně. Někteří odborníci se domnívají, že jde pravděpodobně o krok ochrany generálního tajemníka komunistické strany Si Ťin-pchinga před hněvem lidí kvůli vypuknutí pandemie covidu-19. Několik zemí využívá epidemie k budování politických mostů s Pekingem a byla vznesena obvinění, že tyto země, mezi které patří mimo jiné Kambodža, dávají přednost politice před zdravím. Stávající napětí mezi Spojenými státy a Čínou mohlo brzdit koordinované úsilí v boji proti epidemii ve Wu-chanu.
Politolog Victor Shih poznamenal, že určité rysy pandemie covidu-19 nutily Si Ťin-pchinga k silné reakci na počátku pandemie: Za prvé, covid-19 většinou zasáhl obyvatele v hustě osídlených velkých městech, kde žila i většina úředníků komunistické strany ze střední třídy. Za druhé, covid-19 se šířil tak rychle a snadno, že úřady byly nuceny jednat, jinak riskovaly, že nad ním ztratí kontrolu úplně.
Subjekty jako Politico, Foreign Policy a Bloomberg uvedly, že snahy Číny poslat pomoc do jiných zemí a bez důkazů prohlašovat, že virus pochází ze Spojených států, jsou propagandistickým tlakem v rámci globálního vlivu a zároveň odvracejí pozornost od obvinění ohledně špatného zvládnutí epidemie.

#### Hongkong
Protesty v Hongkongu zesílily kvůli obavám z imigrace z pevninské Číny.

### Francie
Soud Cour de Justice de la République zahájil vyšetřování trestného činu z nedbalosti ve věci jednání vysokých vládních úředníků během pandemie covidu-19. V říjnu 2020 policie v rámci vyšetřování provedla razii v domech několika vysokých úředníků, včetně bývalého premiéra Édouarda Philippa. V září 2021 byla bývalá ministryně zdravotnictví Agnès Buzynová obviněna z „ohrožení životů druhých“ kvůli svému jednání během pandemie.

### Maďarsko
Maďarský parlament udělil vládě absolutní pravomoc, která ji opravňuje přehlasovat zákony a vládnout usneseními v rozsahu, který je „nezbytný a přiměřený“ za účelem „prevence, řízení a vymýcení epidemie a zmírnění jejích následků“. Zákon stanovuje, že vláda má pravidelně informovat parlament o přijatých opatřeních. Pokud se parlament nemůže sejít, pak svého předsedu a vedoucí poslaneckých klubů. Zákon také po dobu nouzového stavu přerušuje doplňovací volby a referenda. Maďarský ústavní soud je oprávněn konat zasedání prostřednictvím sítí elektronických komunikací. Zákon rovněž kriminalizuje „prohlášení známá jako nepravdivá nebo prohlášení zkreslující pravdivá fakta“ se sazbou mezi 1 rokem až 5 lety odnětí svobody, „pokud jsou učiněna způsobem, který může narušit účinnost platných opatření“. Opozice požadovala 90denní doložku o skončení platnosti nouzových pravomocí výměnou za podporu návrhu, ale její pozměňovací návrhy byly zamítnuty, a proto se proti zákonu postavila.
Human Rights Watch označila legislativu za autoritářské převzetí moci kvůli absenci parlamentní nebo soudní kontroly a kvůli trestním postihům za zveřejnění „nepravdivých“ nebo „zkreslených“ faktů a podpořila Evropskou komisi v použití článku 7 proti Maďarsku. Kritika a znepokojení ohledně dekretu pramenily z existujícího oslabování maďarské demokracie za vlády Viktora Orbána a jeho většinově vládnoucí strany Fidesz od doby, kdy Orbán v roce 2010 zahájil své druhé funkční období premiéra. Opoziční vůdci a další kritici obvinili Orbána na základě jeho chování v premiérské funkci, že posunul Maďarsko k autoritářskému režimu centralizací zákonodárné a výkonné moci prostřednictvím ústavních reforem přijatých v letech 2011 a 2013, omezováním občanských svobod a omezováním svobody projevu především nezávislých médií kritických vůči jeho vládě. Tato média získali spojenci Orbána a oslabili také další institucionální kontroly Orbánovy moci, včetně ústavního soudu a soudnictví. Kritici vlády Orbána/Fidesz vyjádřili obavy, že nové mimořádné pravomoci nemohou být zrušeny, jakmile pandemie odezní, a mohly by být zneužity k pochybnému stíhání nezávislých novinářů kritizujících vládní opatření ohledně pandemie koronaviru nebo kritizujících vládu v širším měřítku. Jiné obavy se týkaly dalšího omezování svobody projevu. Někteří pozorovatelé naznačují, že jakékoli významné zneužití této moci nebo nezrušení těchto pravomocí Orbánovou vládou po konci krize, by mohlo vystavit Maďarsko velkému riziku, že se stane první diktaturou Evropské unie v rozporu s předpisy EU. Petici proti zákonu podepsalo přes 100 000 lidí. Péter Jakab, předseda opoziční strany Jobbik, řekl, že návrh zákona uvrhl maďarskou demokracii do karantény. Nézőpont, provládní agentura pro průzkum veřejného mínění, provedla průzkum, který ukázal, že 90 % Maďarů podpořilo rozšíření mimořádných opatření a 72 % podpořilo posílení trestního zákoníku.
V reakci na zprávy o tom, že výjimečný stav je nebezpečím pro demokracii, ministr zahraničí Péter Szijjártó označil tyto zprávy za „falešné a lživé“ a prohlásil, že opatření, která Maďarsko přijalo, nejsou v rámci Evropy nijak neobvyklá. Konkrétně uvedl, že v mainstreamových médiích se objevily ničím nepodložené zprávy o neomezeném zmocnění vlády a uzavření parlamentu.
Místopředsedkyně Evropské komise Věra Jourová po důkladném prověření potvrdila, že nedávno přijatá mimořádná opatření Maďarska neporušují žádná pravidla EU.

### Írán
Vláda Íránské islámské republiky byla virem těžce zasažena. Šíření viru vyvolalo otázky o budoucím přežití režimu. Íránský prezident Hasan Rúhání napsal veřejný dopis světovým vůdcům s žádostí o pomoc a uvedl, že jeho země nemá přístup na mezinárodní trhy kvůli sankcím Spojených států vůči Íránu. 3. března 2020 byl íránský parlament uzavřen poté, co mělo 23 z 290 členů parlamentu pozitivní test na virus.

### Irsko
Pandemie covidu-19 v Irské republice měla značný dopad na domácí politiku. Shromáždění, kterých se účastnili politické osobnosti, zatímco platila omezení veřejného zdraví, se stala předmětem debat. Skandál s názvem „Oireachtas Golf Society“ vznikl v souvislosti se shromážděním, kterého se zúčastnilo mnoho členů Oireachtas, irského parlamentu. Skandál okolo Katherine Zapponeové vznikl na základě shromáždění, kterého se účastnila politička Katherine Zapponeová a další.

### Izrael
Dne 28. března 2020 zvláštní koordinátor OSN pro mírový proces na Blízkém východě Nickolay Mladenov pochválil izraelské a palestinské úřady za jejich koordinaci při řešení pandemie covidu-19. Mladenov ocenil promyšlené reakce, zejména se zaměřením na Gazu, protože region čelí poměrně značnému riziku šíření nemoci. Od začátku koronavirové krize povolil Izrael distribuci důležitého zdravotnického a humanitárního materiálu do Gazy.

### Kosovo
Dne 18. března byl odvolán ministr vnitra Agim Veliu kvůli své podpoře vyhlášení výjimečného stavu za účelem zvládnutí pandemie koronaviru, který by dal pravomoci Radě bezpečnosti Kosova, které předsedá Hashim Thaçi. Demokratická liga Kosova, nižší partnerský vůdce koalice, podala návrh na hlasování o nedůvěře jako odvetu za vyhození a 25. března osmdesát dva členů kosovského shromáždění hlasovalo pro návrh.

### Malajsie
Politická krize v Malajsii probíhala ve stejném čase jako vypuknutí pandemie covidu-19 v zemi. Koaliční vláda Pakatan Harapan se zhroutila, když se Malajská sjednocená domorodá strana stáhla, což vedlo k rezignaci premiéra Mahathira Mohamada a následnému nahrazení tohoto postu Muhyiddinem Yassinem a novou koalicí Perikatan Nasional. Rozsáhlé případy nákazy během náboženské události Tablighi Jamaat a šíření viru po celé zemi je považováno za jednoho z viníků zhoršení politické nestability. Tyto argumenty použil nově jmenovaný ministr zdravotnictví Adham Baba ke kritice svého předchůdce Dzulkeflyho Ahmada, a to i přes absenci jasné odpovědnosti vlády v době těchto událostí.
Uprostřed přetrvávající politické nestability varoval Yang di-Pertuan Agong v květnu 2020 politiky, aby „zemi znovu nezatáhli do politického chaosu, který přináší nejistoty“ vzhledem k pokračující zdravotní krizi. Premiér Muhyiddin obvinil událost voleb ve státě Sabah v roce 2020 z podstatného nárůstu případů covid-19 v celém státě a zemi.
V lednu 2021 byl vyhlášen výjimečný stav, který pozastavil všechny volby a parlament, a vláda byla zmocněna přijímat zákony bez dozoru v reakci na pandemii a pokračující politickou nestabilitu. Deklarace výjimečného stavu vyvolala politické spory. Někteří poslanci v reakci na koalici odstoupili, což vedlo ke ztrátě většinové vlády v Dewan Rakyat. Opoziční vůdce Anwar Ibrahim kritizoval deklaraci s tím, že jde o snahu vlády udržet si moc a že 115 dalších poslanců bylo proti. Malajský král dovolil parlamentu, aby se znovu sešel a projednal opatření, ale vláda to parlamentu zablokovala, což vyvolalo vzácnou kritiku ze strany monarchy. Pokračující debata byla později přerušena případy covid-19 v parlamentu, což způsobilo její opětovné pozastavení.
V červenci 2021 největší politická strana UMNO přerušila podporu premiérovi Muhyiddinovi a vyzvala ho k rezignaci s odkazem na nespokojenost s jeho zvládnutím pandemie. Jako důvod uvedli zavedení celostátního „ totálního lockdownu “, rekordní nárůst infekcí covid-19 a také nespokojenost s reakcemi týkajícími se ekonomické stránky. Vláda se nakonec zhroutila v srpnu 2021 poté, co poslanci přestali podporovat vládní reakce na pandemii covidu-19, což vedlo k rezignaci premiéra Muhyiddina Yassina a rozpuštění jeho vlády. Díky tomu se Muhyiddin stal nejkratším úřadujícím premiérem v zemi. Ve funkci strávil pouze 17 měsíců.

### Myanmar
Během státního převratu v Myanmaru v roce 2021 byli státní poradkyně Aun Schan Su Ťij a prezident Win Myint zadrženi a obviněni ozbrojenými silami Tatmadaw z porušení zákonů týkajících se omezeních za účelem zpomalení pandemie covidu-19.
Zdravotničtí pracovníci pracující na pandemických opatřeních týkajících se pandemie covidu-19 v zemi protestovali proti převratu tím, že odmítli pracovat, což vyvolalo rozsáhlé protesty a občanské nepokoje po celé zemi zaměřené proti armádě.

### Slovinsko
Na svém 1. zasedání dne 13. března 2020, bezprostředně po jeho potvrzení, zřídila 13. vláda neformální štáb krizového řízení (CMS) Republiky Slovinsko za účelem kontroly a řízení epidemie covidu-19. Vedoucím štábu byl premiér Janez Janša a jeho tajemníkem bývalý ředitel SOVA Andrej Rupnik. CMS se skládala ze všech členů vlády (předseda vlády a ministři) a dalších odborníků a státních úředníků v poradní funkci. Vedoucí Health Group byla Bojana Beovič. Jelko Kacin, bývalý ministr a velvyslanec při NATO, byl oficiálním mluvčím štábu. Podobnou roli zastával i během slovinské války za nezávislost v roce 1991.
Po ukončení politické transformace byl k 24. březnu 2020 zrušen štáb krizového řízení a jeho funkce byly převedeny na odpovědná ministerstva. Skupina Health Experts Group byla převedena pod ministerstvo zdravotnictví. Kacin se stal oficiálním vládním mluvčím ohledně těchto témat.
Vláda nenavrhla vyhlášení nouzového stavu Národnímu shromáždění, čímž by byly pravomoci shromáždění pozastaveny a přeneseny na prezidenta republiky Boruta Pahora. Ten by pak s pomocí dekretů vydával zákony, které dále podléhají schválení Národním shromážděním v době, kdy by shromáždění získalo své pravomoci zpět. Ustanovení se použije pouze v případě, že se Národní shromáždění nemůže sejít na zasedání. Shromáždění však schválilo dodatek k jednacímu řádu za účelem umožnění setkání na „dálku“ při využití moderních technologií.

### Jižní Korea
Diplomatické vztahy mezi Japonskem a Jižní Koreou se zhoršily, protože Jižní Korea kritizovala japonské „nejednoznačné a pasivní karanténní opatření“ poté, co Japonsko oznámilo, že kdokoli přicházející z Jižní Koreje bude umístěn do dvoutýdenní karantény na vládou určená místa.
Po vypuknutí viru v Jižní Koreji podepsalo více než 1 450 000 lidí petici podporující obžalobu prezidenta Mun Če-ina kvůli tomu, že posílal roušky a lékařské potřeby jako pomoc do Číny v reakci na propuknutí pandemie. Průzkum veřejného mínění provedený společností Gallup Korea v březnu 2020 ukázal, že souhlasné názory veřejnosti s jednáním Muna vzrostly o 5 % na 49 %. V dubnu 2020 vyhrála Munova Demokratická strana s rekordní náskokem v parlamentních volbách na 21. zasedání do roku 2024.
Udržování kvality všeobecné zdravotní péče je pro Jižní Koreu prvořadé, protože populace země rychle stárne a reakce vlády na pandemii covidu-19 zůstane zásadní otázkou v budoucích volbách.

### Španělsko
Dne 12. března 2020 Kongres poslanců odhlasoval pozastavení činnosti na týden poté, co bylo několik členů pozitivně testováno na koronavirus. Když Kongres poslanců 18. března schválil prodloužení poplašného stavu, bylo to poprvé, kdy opoziční strany Lidová strana a Vox podpořily vládu v hlasování, zatímco separatistické strany, jako je Katalánská republikánská levice, se hlasování zdržely.
Reakci na koronavirus zkomplikovala skutečnost, že Pedro Sánchez vede menšinovou vládu PSOE (v koalici s Unidas Podemos), která počítá s podporou opozičních stran při uzákonění koronavirových opatření. Kabinet projednával návrhy ohledně půjček s nulovým úrokem nájemníkům na placení nájemného, aby se menší pronajímatelé, kteří jsou závislí na příjmu z nájemného, udrželi nad vodou. Lídr PP Pablo Casado si stěžoval, že ho vláda neinformuje o vývoji ohledně koronaviru. Vůdkyně strany Ciudadanos Inés Arrimadas uvedla, že podporuje kroky vlády. Decentralizovaná povaha španělské politiky vedla v první fázi pandemie k situaci, kdy Španělsko zaznamenalo nejrychlejší nárůst případů covid-19 ze všech zemí v Evropě kvůli špatné vládní koordinaci. Modernizace zdravotní politiky na podzim roku 2020 by měla mít pozitivní dopad na schopnost Španělska odolávat budoucím krizím.

### Tunisko
V roce 2021 došlo v Tunisku k politické krizi, když prezident Kaís Saíd odvolal vládu během nárůstu případů covid-19 a protestů ohledně ekonomického dopadu pandemie.

### Spojené království
Reakce britské vlády na pandemii covidu-19 vyvolala politické střety, zejména úroveň připravenosti a včasná reakce na vypuknutí pandemie a načasování následných opatření na podzim a zimu 2020. Diskutovalo se zda tyto reakce měly vliv na vysoký počet obětí v zemi. Nedostatek osobních ochranných prostředků (OOP) pro zdravotnické pracovníky, stejně jako některé zásoby OOP, které se později ukázaly jako nedostatečné, vyvolaly v prvních měsících pandemie ostré diskuze. V květnu 2021 bylo oznámeno veřejné vyšetřování postupů vlády, které se mělo uskutečnit v roce 2022 na základě požadavků skupiny s názvem covid-19 Bereaved Families for Justice.
V květnu 2020 se stalo jednání staršího pobočníka Borise Johnsona Dominica Cummingse předmětem politického skandálu, když byl obviněn z porušení opatření, zatímco měl příznaky nemoci covid-19. Johnsonova obhajoba a veřejná tisková konference Cummingse na vlastní obranu vyvolaly kritiku, stejně jako následné odmítnutí širokých výzev k odstoupení z funkce. Cummings opustil vládu koncem roku 2020 a následně kritizoval reakci vlády na pandemii, včetně sedmihodinového svědectví pro výbory Commons Heath a Science and Technology v květnu 2021.
Reakce na vedení vlády a chování premiéra Borise Johnsona během pandemie byly smíšené. Údajně řekl, že by raději „ nechal těla naskládat na hromadu“, než aby v říjnu 2020 uzákonil druhý celonárodní lockdown; Johnson to popřel a označil obvinění za „totální nesmysl“.
Dne 13. srpna 2020 obdrželi studenti A-Level ve Spojeném království výsledky zkoušek. Výsledky byly určeny pomocí algoritmu standardizace známek, který vyvolal ostrou diskuzi. Zatímco algoritmus byl navržen tak, aby potíral rozptyl známek, téměř 36 % studentů bylo o jeden stupeň níže, než předpokládali učitelé, a 3 % obdrželo o dva stupně nižší hodnocení. To vedlo k veřejnému pobouření. Jednou z hlavních výtek vznesených proti standardizaci ročníků bylo zjevné zhoršování známek žáků, kteří navštěvovali státní školy, a zlepšování známek žáků soukromých škol, což znevýhodňuje chudší studenty. V reakci na protest 15. srpna Gavin Williamson řekl, že tento systém hodnocení platí a nedojde k „žádnému obratu, žádné změně“. O dva dny později, 17. srpna, se Ofqual a Gavin Williamson dohodli na změnách a známky měly být znovu přehodnoceny pomocí nemoderovaných předpovědí učitelů. Navzdory úpravám systému se mnoho studentů nedostalo na univerzitní stáže.
Vládní zakázky související s reakcí na pandemii vyvolávaly také politické debaty, přičemž několik vysokých politiků včetně Matta Hancocka bylo obviněno z klientelismu poskytováním lukrativních zakázek soukromým společnostem napojeným na Konzervativní stranu. Nejvyšší soud zjistil, že Hancock jednal nezákonně, když nezveřejnil podrobnosti smlouvy do 30 dnů. Skandál Greensill, do kterého byl zapleten bývalý premiér Davida Camerona, spočíval v Cameronově lobování u vlády Spojeného království za získání nouzové půjčky pro firmu Greensill Capital. Smlouvy související s pandemií covidu-19 vedly k rezignaci konzervativního poslance Owena Patersona, na základě lobbistického skandálu navzdory počátečním pokusům vlády vyhnout se Patersonovu vyloučení z parlamentu.
Bylo také zveřejněno, že pandemie zvýraznila regionální nerovnosti ve Spojeném království, včetně údajného dalšího rozdělení severu a jihu. Lídři v severní Anglii, jako je starosta Velkého Manchesteru Andy Burnham a několik konzervativních poslanců, včetně těch v Northern Research Group, kritizovali vládu, protože jejich regiony podléhaly místním opatřením a pozdějším opatřením na základě počtu nakažených v Anglii. Měly obavy týkající se ekonomického dopadu a obviňovali centrální vládu, že poskytuje nedostatečnou fiskální podporu.
Diskuze se vedly ohledně vládních úředníků, kteří údajně porušovali veřejná omezení. Catherine Calderwood a Neil Ferguson rezignovali na své pozice kvůli cestování během lockdownu v březnu 2020. Ministr zdravotnictví Matt Hancock se v roce 2021 zapletl do skandálu, když se objevily fotografie, na nichž porušoval nařízení o sociálním distancování tím, že se na svém pracovišti líbal s asistentkou Ginou Coladangelo, což vedlo v červnu 2021 k jeho rezignaci. Po zrušení zákonného nařízení týkající se nošení roušek v interiéru v červenci 2021 se parlament rozdělil podle ideologických linií na část, kteří roušky považovali za „nerozumné omezování osobních svobod“ – jednalo se zejména o konzervativní poslance – zatímco ostatní je nadále nosily. V prosinci 2021 vznikl spor po obvinění, že se o rok dříve, v prosinci 2020, na Downing Street 10 konala vánoční párty pro zaměstnance, zatímco omezení „Tier 3“ v Londýně zakazovala vnitřní shromáždění. Řada vládních úředníků popřela, že by k takovému shromáždění došlo. Uniklé video ukazující zaměstnance Downing Street žertující o údajném shromáždění přimělo vládní poradkyni Allegru Strattonovou k rezignaci a premiéra Borise Johnsona, aby se omluvil za video a nařídil vyšetřování této záležitosti.
Některé politické strany a politici se postavili proti vládním omezením pandemie. Skupina COVID Recovery Group v rámci Konzervativní strany se snažila zrušit omezení ještě dokud platila. Brexitová strana Nigela Farage se koncem roku 2020 přejmenovala na Reform UK, přičemž jejím primárním zaměřením byl boj proti opatřením týkajících se pandemie.
Vláda zavedla virtuální sněmovnu, aby minimalizovala šíření viru mezi poslanci.

### Spojené státy
Kvůli pádu akciového trhu, vysokým náhradám v nezaměstnanosti a snížené ekonomické aktivitě způsobené pandemií koronaviru se Kongres Spojených států sešel, aby vytvořil legislativu k řešení ekonomických dopadů pandemie, a schválil zákon o pomoci, úlevách a ekonomickém zabezpečení souvisejícím s koronavirovou pandemií (CARES Akt). Zástupce Thomas Massie se pokusil prosadit jmenovité hlasování , ale mezi přítomnými nebyla dostatečná odezva a sněmovna 27. březnaschválila návrh zákona ústním hlasováním.
Během epidemie se objevily hlasy, aby Spojené státy přijaly sociální politiku běžnou v jiných bohatých zemích, včetně všeobecné zdravotní péče, všeobecné péče o děti, placené nemocenské a vyšší úrovně financování sektoru veřejného zdraví. Trump byl také kritizován za to, že podporuje lékařský populismus, poskytuje lékařské rady na Twitteru a na tiskových konferencích. Politologové předpokládali, že to může negativně ovlivnit šance Donalda Trumpa na znovuzvolení v prezidentských volbách v roce 2020. Některé státní mimořádné omezení se týkaly zákonů o veřejných schůzích, kdy je v běžném případě vyžadováno, aby veřejnost měla fyzický přístup k místu. Takovéto schůze se pak mohly konat prostřednictvím veřejné telekonference.
V únoru 2020 prodal senátor Richard Burr před krachem akciového trhu akcie v hodnotě více než 1,6 milionu dolarů, když využil znalostí z uzavřené schůze Senátu, kde byli senátoři informováni o tom, jak může koronavirus ovlivnit Spojené státy. Burr poté, co prodal akcie, zavolal svému švagrovi, který okamžitě zavolal svého vlastního burzovního makléře. (Komise pro cenné papíry a burzy (SEC) od října 2021 vyšetřovala zjevný případ nezákonného obchodování zasvěcených osob.) Akciové transakce provedené senátory Dianne Feinstein, Kelly Loeffler a Jim Inhofe byly rovněž podrobeny kontrole kvůli možnému obchodování zasvěcených osob na začátku roku 2020. Dne 30. března 2020 zahájilo ministerstvo spravedlnosti vyšetřování burzovních transakcí s SEC.
Kapitán Brett Crozier napsal čtyřstránkovou zprávu s žádostí o pomoc pro svou posádku, protože na palubě jeho lodi, USS Theodore Roosevelt, došlo k virové epidemii. Brzy však byl zbaven velení nad lodí, protože žádost unikla na veřejnost. Úřadující ministr námořnictva Thomas Modly zpočátku odůvodňoval své kroky k vyhození Croziera tím, že kapitán byl „příliš naivní nebo příliš hloupý“ na to, aby byl velícím důstojníkem, pokud si nemyslel, že se informace v tomto informačním věku dostanou na veřejnost, ale později vydal omluvu, ve které uznal, že Crozierovým úmyslem bylo upozornit veřejnost na okolnosti odehrávající se na jeho lodi. Několik členů Kongresu vyzvalo Modlyho k rezignaci za jeho řešení situace, což 7. dubna učinil.
I když byl guvernér New Yorku Andrew Cuomo zpočátku chválen za reakce na pandemii covidu-19 v New Yorku, kdy byl stát epicentrem pandemie v dubnu 2020, jeho administrativa se v roce 2021 zapletla do skandálu kvůli obviněním ze zatajování počtu úmrtí v pečovatelských domech, ve kterých FBI zahájila několik vyšetřování. Cuomo odstoupil 23. srpna 2021 poté, co byl zveřejněn rostoucí počet obvinění ze sexuálního obtěžování.

#### Státy

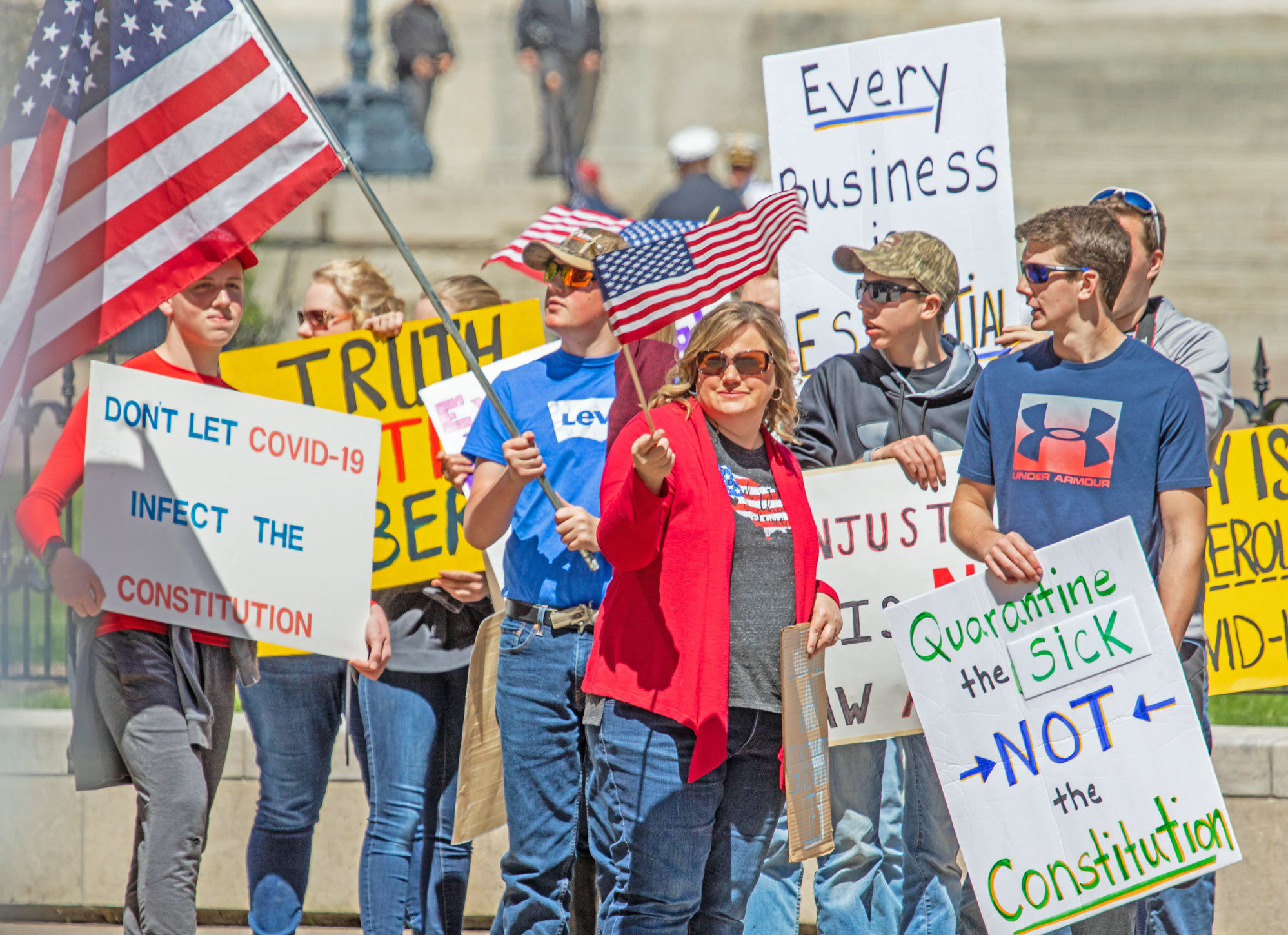
Několik stovek demonstrantů proti nařízením se shromáždilo v Ohio Statehouse 20. dubna 2020.

Několik států USA pozastavilo legislativní činnost, včetně Colorada, Kentucky, Delaware, Georgie, Illinois, New Hampshire a Vermontu.
11. března 2020 vetovala guvernérka Nového Mexika Michelle Lujan Grishamová infrastrukturní projekty v hodnotě 150 milionů dolarů, protože stát přišel o 22 milionů dolarů ve svém obecném fondu za každý pokles ceny za barel ropy o 1 dolar v důsledku rusko-saúdskoarabské ropné cenové války. Ministerstvo příjmů Aljašky odložilo vydání své rozpočtové prognózy kvůli závislosti Aljašky na cenách ropy.
Dne 10. března začal senátor státu Georgia Brandon Beach vykazovat příznaky covidu-19 a 14. března byl testován. Zúčastnil se však zvláštního zasedání zákonodárného sboru dne 16. března, než mu 18. března přišly výsledky testů, které vykázaly pozitivní test. Celý senát státu Georgia a místní pracovníci museli pak až do 30. března do karantény.
Omezení ohledně koronaviru také narušila tisíce politických kampaní po celé Americe, což omezilo i získávání finančních prostředků. Političtí zasvěcenci se domnívají, že to může stávajícím držitelům úřadů poskytnout větší výhodu, než je obvyklé.

### Venezuela
Agentura Reuters uvedla, že během pandemie se spojenci Nicoláse Madura a Juana Guaidóa podle zdrojů z obou zúčastněných měli tajně sejít. Guaidó a zvláštní zmocněnec USA pro Venezuelu Elliott Abrams popřeli, že by jednání proběhla.

## Dopad na volby

### Argentina
Parlamentní volby v roce 2021 se měly původně konat 24. října 2021, ale kvůli pandemii covidu-19 byly odloženy na 14. listopadu 2021. 

### Austrálie
Pět státních voleb konaných v Austrálii během prvních 14 měsíců pandemie covidu-19 ve všech případech vyhrála úřadující vláda. Tyto výsledky byly vnímány jako odměna voličů za udržování bezpečného prostředí během pandemie covidu. Čtyři volby obhájily středo-levicové strany (Labouristé) a poslední středo-pravicové strany (Liberální). Volby v Západní Austrálii vyhrála stávající vláda státu s jednoznačným výsledkem 90 % získaných křesel. Naproti tomu v tasmánských volbách byl zachován status quo. Čtyři volby se konaly včas, zatímco páté (v Tasmánii) byly posunuty o rok dříve, zřejmě proto, aby se využilo očekávaného voličského sklonu k odměňování vlád svými hlasy, které udržely status bezpečné země v souvislosti s pandemií covidu-19.

### Bolívie
Dne 21. března 2020 prezidentka Jeanine Áñezová oznámila rozhodnutí prozatímní vlády odložit předčasné volby. Jiní prezidentští kandidáti také navrhovali odložení voleb, aby se zabránilo šíření koronaviru prostřednictvím shromáždění velkých skupin lidí.

### Chile
Hlasování o nové ústavě a úmluvě bylo naplánován na 25. dubna, ale 19. března se politické strany dohodly na odložení hlasování na 25. října. Tato dohoda také posunula komunální a krajské volby, a to z 25. října na 4. dubna 2021, včetně odložení primárek a druhého kola voleb.

### Dominikánská republika
Dne 13. dubna 2020 rozhodl volební orgán Dominikánské republiky o odložení prezidentských a parlamentních voleb, které byly původně naplánovány na 17. května téhož roku. Nově zvolené datum bylo 5. července 2020 a v případě, že žádný z prezidentských kandidátů nedosáhne absolutní většiny (50 % + 1 hlas), mělo se druhé kolo konat 26. července.
Všeobecné volby prezidenta a členů kongresu Dominikánské republiky, které byly kvůli pandemii covidu-19 odloženy z plánovaného 17. května 2020, se později konaly 5. července 2020.

### Etiopie
Dne 31. března Národní volební rada Etiopie odložila kvůli vypuknutí koronaviru v Etiopii volby do Sněmovny reprezentantů původně plánované na 29. srpna.

### Francie
Prezident Emmanuel Macron prohlásil koronavirus za „největší zdravotní krizi století“. Dne 12. března prohlásil, že první kolo komunálních voleb nebude odloženo. Rozhodnutí zachovat volby, které se konaly 15. března, vyvolala značné spory. Dne 16. března uvedl, že druhé kolo, původně plánované na 22. března, bude odloženo do 21. června.

### Hongkong
Volby do Hongkongské legislativní rady v roce 2020 byly původně naplánovány na 6. září 2020, dokud je vláda neodložila o celý rok na 5. září 2021. Dne 31. července 2020 generální ředitelka Carrie Lam oznámila, že s odvoláním na nařízení o nouzovém stavu odkládá volby v rámci svých mimořádných pravomocí v souvislosti s nedávným nárůst případů covid-19 a dodala, že Peking tento krok podporuje.

### Indonésie
Indonéské lokální volby byly 2020 naplánovány dne 23. září. Byly však odloženy. Indonéská generální volební komise navrhla odložení na 9. prosince nejdříve, což bylo následně schváleno lidovou zastupitelskou radou a 5. května podepsáno prezidentem Jokem Widodem. Původní rozpočet na volby ve výši přibližně 550 milionů USD byl přerozdělen na řízení a kontrolu pandemie.

### Itálie
Referendum o novele ústavy, během kterého se mělo hlasovat o snížení počtu členů parlamentu z 630 na 400 ve Sněmovně a z 315 na 200 v Senátu, se původně mělo konat 29. března, ale po vypuknutí epidemie bylo odloženo na 20. a 21. září.

### Kiribati
První kolo parlamentních voleb se původně plánovalo na 7. dubna 2020, později bylo přesunuto na 15. dubna, přičemž druhé kolo bylo kvůli pandemii koronaviru naplánováno na příští týden, i když v zemi v tomto čase nebyly žádné známé případy nákazy.

### Lotyšsko
Dne 6. dubna 2020 oznámil předseda vlády – Krišjānis Kariņš – rozhodnutí vlády odložit volby do městské rady v Rize. Původně byly volby naplánovány na 25. dubna; už se objevovaly volební plakáty. Kvůli postupu pandemie byly volby původně odloženy na 6. června, ale nakonec se konaly až 29. srpna 2020.

### Nový Zéland
Dne 17. srpna 2020 premiérka Jacinda Ardernová oznámila, že nadcházející volby od 19. září do 17. října budou odloženy téměř o 4 týdny. Největší město země, Auckland, zaznamenalo v té době nárůst případů covid-19 a byla na něj uvalena 3týdenní karanténa. Kvůli obavám o bezpečnost a neschopnosti politických stran vést řádnou kampaň Ardernová souhlasila s výzvou opozičních a vládních stran, aby byly volby odloženy. Výsledky voleb na Novém Zélandu potvrdily většinu pro úřadující vládu premiérky Jacindy Ardernové. Před volbami v roce 2020 držela dělnická strana vládu v koalici s dalšími dvěma stranami (Zelení a New Zealand First). Výsledky voleb znamenaly první většinovou vládu dělnické strany na Novém Zélandu od roku 1946.

### Malajsie
Volby do státu Sabah v roce 2020 proběhly v září 2020 pomocí standardních operačních postupů (SOP), později však premiér Muhyiddin Yassin označil za viníka nárůstu případů covid-19 v Sabah a po celé zemi. V prosinci 2020 byl vyhlášen výjimečný stav a došlo k odložení doplňovacích voleb ve dvou volebních obvodech, z nichž jeden byl považován za epicentrum epidemie covidu-19. V lednu 2021 byl vyhlášen celostátní nouzový stav, který měl za důsledek pozastavení všech voleb. Poté, co v srpnu 2021 skončil celostátní nouzový stav, byl v Sarawaku téměř okamžitě vyhlášen lokální nouzový stav, čímž došlo k odložení státních voleb na rok 2022 kvůli rizikům souvisejícím s pandemií covidu-19.

### Paraguay
V březnu 2020 se Tribunal Superior de Justicia Electoral (TSJE), agentura pro regulaci místních voleb, rozhodl odložit komunální volby starostů a radních obecních rad 261 okresů země, které byly původně plánovány na 8. listopadu 2020.

### Filipíny
Dne 10. března 2020 pozastavila filipínská volební komise (COMELEC) celostátní registraci voličů do konce měsíce kvůli pandemii covidu-19. Registrační období začalo 20. ledna a mělo trvat do 30. září 2021. Pozastavení bylo později prodlouženo do konce dubna. Do odvolání bylo také pozastaveno vydávání voličského průkazu. Příští celostátní volby na Filipínách jsou plánované na květen 2022.
Hlasování o ratifikaci legislativy, která navrhuje rozdělení Palawanu na tři menší provincie plánované na květen 2020, bylo zpožděn kvůli pandemii covidu-19. Palawanský provinční zákonodárný sbor svolal zvláštní zasedání a schválil rezoluci umožňující jejich guvernérovi požádat COMELEC o odložení hlasování. Hlasování bylo odloženo a úspěšně se konalo dne 13. března 2021, přičemž voliči odmítli rozdělení své provincie.

### Polsko
Zpočátku se polská vláda rozhodla nezdržovat prezidentské volby, což bylo rozhodnutí, které vyvolalo polemiku. Průzkumy ukázaly, že 78 % obyvatel preferuje odklad voleb. Opozice vůči vládnoucí straně Právo a spravedlnost tvrdila, že pandemické podmínky brání účinné kampani, a tím snižují konkurenceschopnost volebních stran. Dne 27. března se některým kandidátům na prezidentské volby kvůli pandemii koronaviru nepodařilo nasbírat 100 000 podpisů, přičemž pouze dvanáct prezidentských kandidátů úspěšně nasbíralo přes 100 000 podpisů. Sedm kandidátů předložilo petici s méně než 100 000 podpisy, ale plánovalo se odvolat proti odmítnutí ústřední volební komise zaregistrovat je do prezidentských voleb s odkazem na pandemii koronaviru, která brání procesu získávání podpisů.
Byla navržena změna polských volebních zákonů, která umožní volit poštou osobám starším 60 let a osobám v karanténě, ale nikoli v zahraničí, což bylo kritizováno jako upřednostňování stávající strany Právo a spravedlnost. Zákony projednávané parlamentem v polovině dubna definovaly celé hlasování jako poštovní a oslabují roli volební komise, přestože odbory poštovních zaměstnanců tvrdí, že takové hlasování není možné.
Dne 6. května polská vládní koalice oznámila, že prezidentské volby budou kvůli pandemii odloženy. Dne 3. června 2020 oznámila maršálka Sejmu Elżbieta Witek, že první kolo odložených voleb se uskuteční 28. června 2020, přičemž druhé kolo bylo naplánováno v případě nutnosti na 12. července 2020.

### Rusko
Dne 25. března 2020 oznámil prezident Vladimir Putin odložení ústavního referenda plánovaného na 22. dubna na pozdější datum, kterým se později stalo datum 1. července.
Ústřední volební komise rovněž odložila zhruba stovku místních voleb naplánovaných na období od 29. března do 21. června.
Krajské volby ve více než 20 krajích se mají konat v „jediný volební den“ 13. září. Kampaň však musí začít nejpozději 15. června. Podle zpráv médií v závislosti na epidemiologické situaci spolková vláda povoluje odložení volebního dne na prosinec 2020 nebo konání těchto regionálních voleb v jediný volební den v roce 2021.

### Srbsko
Dne 16. března 2020 volební komise odložila parlamentní volby, které byly původně plánovány na 26. dubna.

### Singapur
Singapurské všeobecné volby v roce 2020 se konaly 10. července 2020. Volební oddělení v reakci na pandemii zavedlo řadu opatření, aby zajistilo konání voleb. V souvislosti s volbami se nebudou konat žádná shromáždění a televizní projekce. Nominační centra nebudou přijímat veřejnost ani v případě zachování bezpečného odstupu. Kandidátům také není dovoleno pronášet projevy, a to ani během kampaně z vozidel, což znamená, že po volbách nebudou probíhat ani přehlídky kandidátů.

### Španělsko
Baskické regionální volby v roce 2020, plánované na 5. dubna, byly odloženy po dohodě mezi všemi politickými stranami zastoupenými v baskickém parlamentu; byly pozastaveny i volby v Haliči.

### Srí Lanka
Dne 19. března oznámila volební komisařka Mahinda Deshapriya, že parlamentní volby na Srí Lance v roce 2020 budou odloženy na neurčito až do odvolání kvůli pandemii koronaviru. Srílanský prezident Gotabaya Rajapaksa zpočátku trval na tom, že nadcházející volby proběhnou navzdory pandemii koronaviru podle plánu 25. dubna, přestože úřady zakázaly volební shromáždění a setkání.

### Sýrie
Parlamentní volby původně plánované na 13. dubna byly odloženy na 20. května, aby z důvodu ochrany před koronavirem.

### Trinidad a Tobago
Všeobecné volby původně plánované na září mohou být odloženy, ale navzdory koronaviru „budou se konat, až to podle ústavy půjde“. Volební kampaň byla 13. března částečně pozastavena po zprávách o prvním hlášeném případu covid-19 na Trinidadu a Tobagu.

### Spojené království
Dne 13. března 2020 byly místní volby ve Spojeném království, které se měly konat 7. května, přeplánovány premiérem Borisem Johnsonem na 6. května 2021 na základě doporučení volební komise a po dohodě s labouristy a liberálními demokraty.
Dne 27. března odložili liberální demokraté své volby do vedení, nejprve na květen 2021 a následně je přesunuli zpět na červenec 2020.

### Spojené státy

#### Prezidentské

Státy s alespoň jedním místním, státním nebo federálním datem primárních voleb nebo změněným způsobem hlasování od 5. srpna 2020

##### Kampaň
Politické kampaně byly v polovině března 2020 přesunuty na formu online a virtuální aktivity, aby se buď zabránilo šíření koronaviru, nebo aby byly v souladu s celostátními pravidly sociálního distancování. Bývalý viceprezident Joe Biden a senátor Bernie Sanders začali poskytovat on-line výstupy a pořádat internetové sbírky. Prezidentská kampaň prezidenta Donalda Trumpa se také přesunula z osobní na virtuální rovinu kvůli nařízením ohledně sociálního distancování přijatým po jeho shromáždění 2. března. Jeho i další kanceláře republikánského vedení se sídlem ve Virginii byly kvůli nařízením stay-at-home uzavřeny. Tato nařízení byla vydána guvernérem Ralphem Northamem.
Dne 15. března se v důsledku probíhající pandemie covidu-19 uskutečnila ve studiích CNN ve Washingtonu, DC první debata jeden na jednoho o demokratických prezidentských primárkách v roce 2020 mezi Joe Bidenem a Bernie Sandersem bez diváků. Debata byla přesunuta z Arizony, která byla k tomuto datu ve stavu nouze měla v té době 12 potvrzených případů covid-19.
Dne 2. dubna bylo odloženo demokratické národní shromáždění, které se mělo původně konat od 13. do 16. července, na týden od 17. srpna poté, co Demokratický národní výbor komunikoval se členy týmu prezidentských kampaní Joe Bidena a Bernieho Sanderse. Dne 5. dubna Biden navrhl, že může být nezbytné „virtuální setkání“ ; Trump řekl Seanu Hannitymu z Fox News, že „neexistuje žádný způsob, jak zrušit národní shromáždění republikánů, které je chystané na 24. srpna v Charlotte, NC.
Předsedkyně Sněmovny reprezentantů Nancy Pelosiová (D-CA) a senátoři Amy Klobucharová (D-MN) a Ron Wyden (D-OR) začátkem dubna vyjádřili obavy, že by pandemie mohla v listopadu snížit volební účast. Uzavírání kostelů, univerzit a středisek pro získání řidičských průkazů ztíží registraci voličů a Democracy Project v Brennan Center for Justice očekává nízkou účast, jako tomu bylo během demokratických primárek v Illinois dne 17. března. Předseda sněmovny státu Georgia David Ralston (R) předpověděl, že zasílání formulářů s žádostí o hlasování v nepřítomnosti všem voličům ve státě během koronavirové krize by bylo pro kandidáty republikánské strany „zničující“, a prezident Trump řekl, že některé volební reformy by snížily šance republikánů na zisk úřadu.
Objevily se výzvy k odložení prezidentských voleb v roce 2020 na rok 2021, ale mnoho ústavních vědců a zákonodárců, uvedlo, že by bylo velmi obtížné toto provést bez novelizace ústavy.

##### Primární volby
Dne 12. března 2020 zrušila Strana demokratické a nestranické ligy Severní Dakoty svůj státní sjezd, který se měl konat od 19. do 22. března, kde by byli nominováni celostátní kandidáti a byli by vybráni delegáti na Národní shromáždění demokratů. Dne 13. března byly prezidentské primárky v Louisianě odloženy na 20. června ministrem zahraničí Kylem Ardoinem a ve Wyomingu byla osobní účast členů výboru a všechny krajské shromáždění zrušeny a nahrazeny hlasováním poštou.
14. března byly prezidentské primárky v Georgii přesunuty z 24. března na 19. května; dne 9. dubna byly celé primárky opět přesunuty na 9. června. Dne 16. března ministr zahraničí Michael Adams oznámil, že primární volby v Kentucky budou přesunuty z 19. května na 23. června a guvernér Mike DeWine odložil navzdory právním překážkám primárky v Ohiu. Guvernér Ned Lamont přesunul 19. března demokratické primárky v Connecticutu z 28. dubna na 2. června. 20. března guvernér Indiany Eric Holcomb, ministr zahraničí Connie Lawson, předseda republikánského státu Kyle Hupfer a předseda demokratického státu John Zody oznámili, že primární volby v Indianě byly přesunuty z 5. května na 2. června.
Guvernérka Wanda Vázquez Garced 21. března odložila prezidentské primárky v Portoriku z 29. března na 26. dubna. Aljašská demokratická strana zrušila osobní hlasování pro své prezidentské primárky a prodloužila dobu hlasování poštou do 10. dubna. Guvernér John Carney odložil prezidentské primárky v Delaware z 28. dubna na 2. června. Demokratická strana Havaje zrušila osobní hlasování pro své prezidentské primárky a odložila je ze 4. dubna na květen. Guvernérka Gina Raimondo odložila prezidentské primárky na Rhode Islandu na žádost rady z 28. dubna na 2. června. Guvernér Tom Wolf dne 27. března podepsal zákon, který schválil zákonodárný sbor státu, o odložení primárek v Pensylvánii z 28. dubna na 2. června. 28. března guvernér Andrew Cuomo na tiskové konferenci oznámil, že prezidentské primárky v New Yorku budou odloženy z 28. dubna na 23. června. Dne 8. dubna podepsal guvernér Phil Murphy příkaz k přeložení primárních voleb, které se měly konat od 2. června do 7. července.
Dne 30. března Kansaská demokratická strana oznámila, že její prezidentské primárky se budou konat pouze prostřednictvím zaslaných hlasovacích lístků. Guvernér Brad Little a ministr zahraničí Lawerence Denney oznámili, že primární volby v Idaho proběhnou také v plném rozsahu prostřednictvím zaslaných hlasovacích lístků. 1. dubna guvernér Jim Justice podepsal příkaz k odložení primárek v Západní Virginii z 12. května na 9. června.
Volební místnosti na Floridě, Ohiu, Illinois a Arizoně, které byly umístěny v zařízeních pro seniory, byly přesunuty a byla přijata další zdravotní opatření. Místní volební ředitelé v Marylandu požádali, aby se primární volby státu změnily tak, aby se používaly pouze hlasovací lístky zaslané poštou, a bývalá náměstkyně ministra financí Mary J. Millerová požádala guvernéra Larryho Hogana o přechod na poštovní hlasovací systém.
| Stát             | Původní datum   | Nové datum       |
| ---------------- | --------------- | ---------------- |
| Portoriko        | 29. března 2020 | 26. dubna 2020   |
| Gruzie           | 24. března 2020 | 9. června 2020   |
| Connecticut      | 28. dubna 2020  | 2. června 2020   |
| Delaware         | 28. dubna 2020  | 2. června 2020   |
| Ohio             | 17. března 2020 | 2. června 2020   |
| Pensylvánie      | 28. dubna 2020  | 2. června 2020   |
| Rhode Island     | 28. dubna 2020  | 2. června 2020   |
| Indiana          | 5. května 2020  | 2. června 2020   |
| západní Virginie | 12. května 2020 | 9. června 2020   |
| Louisiana        | 4. dubna 2020   | 20. června 2020  |
| Kentucky         | 19. května 2020 | 23. června 2020  |
| New York         | 28. dubna 2020  | 23. června 2020  |
| New Jersey       | 2. června 2020  | 7. července 2020 |

##### Všeobecné volby
V říjnu 2020 redaktoři časopisu New England Journal of Medicine jednomyslně publikovali bezprecedentní úvodník vyzývající k tomu, aby bylo současné americké vedení během listopadových voleb odstaveno, a napsali: „Jednotlivé země byly nuceny činit těžká rozhodnutí. Zde ve Spojených státech naši vůdci v tomto testu selhali. Krizi změnili v tragédii.“ Science Advances také zveřejnil výzkumnou studii, která odhalila, že „státy s větším počtem úmrtí na covid-19 méně pravděpodobně podporovaly republikánské kandidáty“.
V listopadu 2020 prohrál Donald Trump ve volbách s bývalým viceprezidentem Joem Bidenem. Hlavním tématem těchto voleb byl dopad pandemie covidu-19 na všechny aspekty amerického života.

#### Státní

##### Kampaň
Třicet čtyři demokratických a republikánských kandidátů v New Yorku podepsalo petici, v níž požádali guvernéra Andrewa Cuoma o snížení počtu podpisů nebo jejich odstranění pro primární volby, aby se zabránilo šíření viru během sběru podpisů. Dne 14. března Cuomo snížil požadavek na počet podpisů na 30 % běžného limitu a posunul termín z 2. dubna na 17. března.
Dne 26. března Strana zelených uvedla, že pandemie zabrání kandidátům třetích stran objevit se na volebním lístku, pokud nebudou sníženy požadavky na petice.

##### Volby

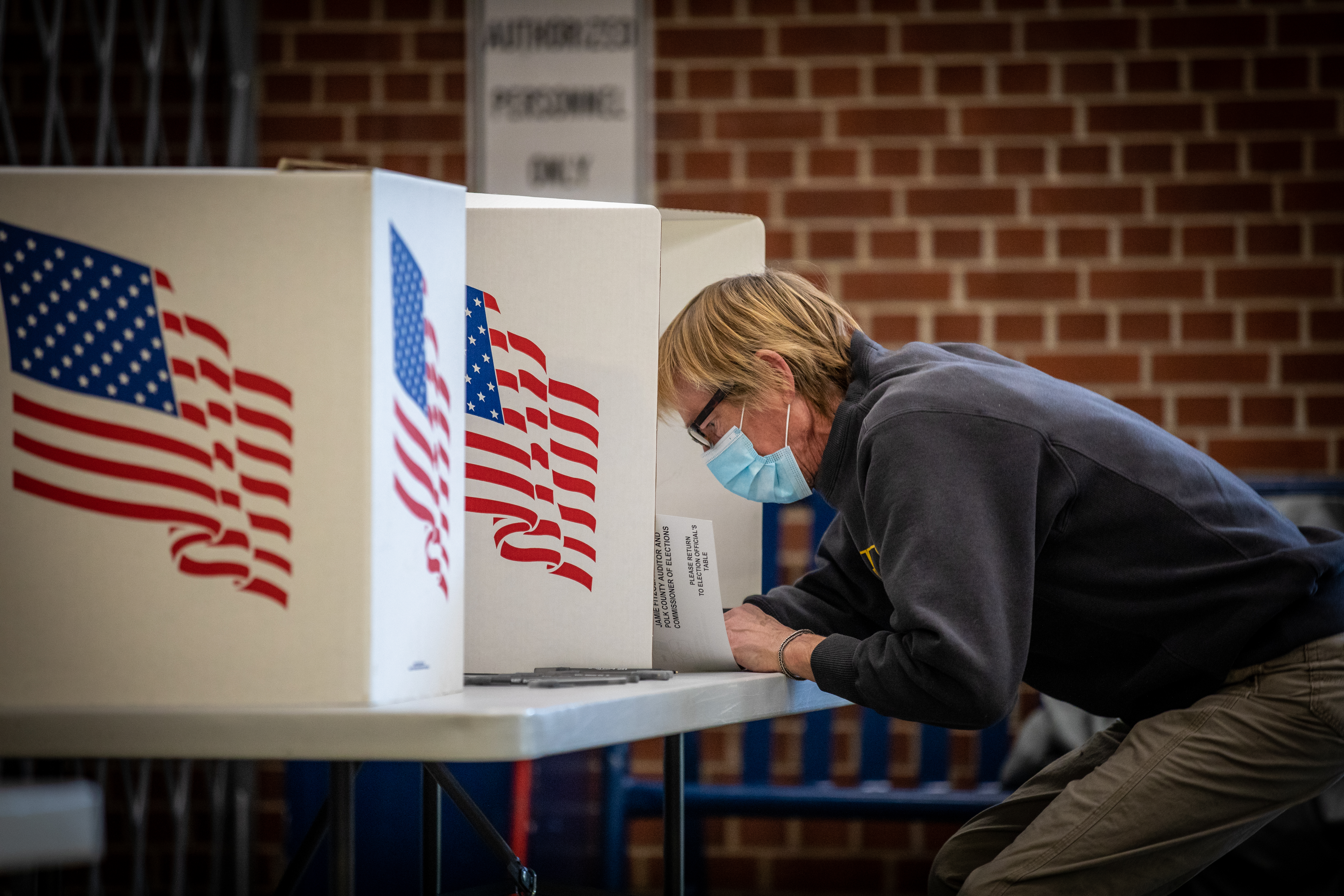
Volič s rouškou odevzdává hlas na Rooseveltové střední škole v Des Moines, Iowa

Dne 11. března 2020 Michiganská demokratická strana zrušila svůj státní sjezd, který byl naplánován na 21. března. Republikánské a demokratické strany v Utahu zrušily své osobní státní sjezdy a strana Sjednocený Utah nahradila své výbory a sjezdy virtuálními schůzkami.
Guvernér Texasu Greg Abbott dne 16. března oznámil odložení mimořádných voleb do senátního okrsku 14 státu Texas z 2. května na 14. července. Dne 20. března oznámil Státní výbor pro volby v Severní Karolíně, že republikánské primární kolo pro 11. okrsek Kongresu v Severní Karolíně bude odloženo na 23. června, a guvernér Mississippi Tate Reeves oznámil, že republikánské primární kolo pro 2. okrsek Kongresu bude odloženo na 23. červen. Dne 23. března byly odloženy zvláštní volby do sněmovny reprezentantů a volby do senátu v Massachusetts.
15. března guvernér Jižní Karolíny Henry McMaster odložil všechny krajské a komunální volby v březnu a dubnu na 1. květen. 18. března guvernér Alabamy Kay Ivey odložil primární kola voleb státu z 31. března na 14. července, guvernér státu Missouri Mike Parson odložil místní volby ze 7. dubna na 2. června a ministr zahraničí Paul Ziriax oznámil, že obce mohou přesunout volby ze 7. dubna na pozdní datum. Dne 24. března ministryně zahraničí Barbara Cegavske a sedmnáct představitelů okresních voleb v Nevadě oznámili, že červnové primárky v Nevadě proběhnou výhradně prostřednictvím poštovního hlasování. Ministr zahraničí Paul Pate prodloužil období pro nepřítomné hlasování pro červnové primárky v Iowě a také odložil mimořádné volby ve třech okresech.

###### Wisconsin
Ve Wisconsinu, kolísavém státě s demokratickým guvernérem a republikánským zákonodárným sborem, proběhly podle plánu 7. dubna volby do křesla nejvyššího soudu státu, federální prezidentské primárky pro demokratickou i republikánskou stranu a několik dalších soudních a místních voleb. Kvůli pandemii nejméně patnáct dalších amerických států zrušilo nebo odložilo plánované volby nebo primárky v době voleb ve Wisconsinu. Když se Wisconsin potýkal s vlastní pandemickou situací, státní demokratičtí zákonodárci se několikrát pokusili odložit své volby, ale ostatní republikánští zákonodárci jim v tom zabránili. Guvernér Tony Evers svolal zákonodárný sbor ve Wisconsinu na zvláštní zasedání 4. dubna, ale republikány kontrolované shromáždění a senát během sedmnácti sekund odložily tato zasedání. Ve společném prohlášení poté předseda státního shromáždění ve Wisconsinu Robin Vos a vůdce senátní většiny Scott Fitzgerald kritizovali Everse za pokus odložit volby a za to, že nesvolal zvláštní zasedání dříve, a také za jeho změněný postoj k zachování data voleb.
6. dubna se Evers pokoušel pohnout termínem voleb výkonným nařízením, ale byl zablokován Wisconsinským nejvyšším soudem. Ve stejný den byla Nejvyšším soudem Spojených států zablokována samostatná snaha prodloužit lhůtu pro zasílání poštovních hlasovacích lístků. Jediným velkým dosaženým ústupkem bylo, že poštovní hlasovací lístky označené poštovním razítkem do 7. dubna ve 20 hodin byly přijímány do 13. dubna. Místní média však uvedla, že mnoho voličů neobdrželo požadované hlasovací lístky pro nepřítomné voliče do dne voleb nebo nebyli schopni kvůli sociálnímu distancování splnit zákonný požadavek získání podpisu svědka.
Rozhodnutí zákonodárců neodkládat volby bylo ostře kritizováno redakční radou místního Milwaukee Journal-Sentinel, která předtím podpořila bývalého republikánského guvernéra Scotta Walkera. Volby označili za „nejnedemokratičtější v historii státu“. The New York Times charakterizoval volby jako „téměř jisté, že budou označeny za nelegitimní“, a dodal, že neschopnost státních zákonodárců dohodnout se na přesunutí voleb byla „epickým a předvídatelným selháním“. Noviny označily politické manévry jako součást jiné kapitoly „desetiletí stranických tahanic, které to značně ztížily chudým a vyloučeným obyvatelům městských oblastí volit.“ Republikáni věřili, že konání voleb 7. dubna, kdy byly demokraticky orientované městské oblasti těžce zasaženy pandemií, jim pomůže zajistit výhody, jako je konzervativní většina 5–2 u Nejvyššího soudu ve Wisconsinu (prostřednictvím zvoleného Daniela Kelly).
Když začaly 7. dubna samotné volby, přístup k snadnému osobnímu hlasování silně závisel na tom, kde se voliči nacházeli. V menších nebo venkovských komunitách, které volí republikány, bylo hlášeno jen málo problémů. Ve více urbanizovaných oblastech si pandemie vynutila uzavření mnoha volebních místností po celém státě, a to navzdory pomoci 2 500 členů Národní gardy za účelem boje proti vážnému nedostatku volebních pracovníků. Tyto dopady byly nejsilněji pociťovány v Milwaukee, největším městě státu s největší menšinovou populací a centru probíhající pandemie státu. Městská vláda byla schopna otevřít pouze 5 ze 180 volebních místností poté, co jí chybělo téměř 1000 volebních pracovníků. V důsledku toho byly hlášeny dlouhé fronty, kdy někteří voliči čekali až 2,5 hodiny a přes dešťové přeháňky. Fronty neúměrně ovlivnily velkou populaci Milwauckých hispánských a afroamerických občanů; Afroameričané byli již neúměrně zasaženi pandemií a tvořili téměř polovinu zdokumentovaných případů úmrtí ve Wisconsinu v době hlasování. V době, kdy volby skončily, však volební komisař Milwaukee Neil Albrecht uvedl, že navzdory některým problémům probíhalo osobní hlasování hladce.
Podobné problémy s uzavřením volebních místností a dlouhými frontami byly hlášeny ve Waukesha, kde byla otevřena pouze jedna volební místnost pro město se 70 000 obyvateli, a Green Bay, kde bylo schopno pracovat pouze 17 volebních pracovníků z 270. Jiná města byla schopná držet fronty mnohem kratší, včetně hlavního města státu Madison, který otevřel asi dvě třetiny jeho obvyklých volebních míst, a Appleton, který otevřel všech jeho 15 obvyklých volebních místností.
Voličům v celém státě bylo doporučeno dodržovat sociální odstup, nosit obličejové ochrany a přinést si vlastní pera. Vos, předseda státního shromáždění, byl jako volební inspektor pro osobní hlasování dne 7. dubna. Během voleb, když na sobě měl lékařské ochranné prostředky, řekl novinářům, že je „neuvěřitelně bezpečné přijít a volit“, a dodal, že voliči čelili „minimálnímu riziku.“

### Venezuela
Výbor pro volební kandidatury, pověřený jmenováním nové Národní volební rady Venezuely (CNE), oznámil, že kvůli pandemii přeruší až do odvolání svá zasedání.

### Vizte také
- Dopad pandemie covidu-19 na vědu a techniku